# مركبة غاز طبيعي

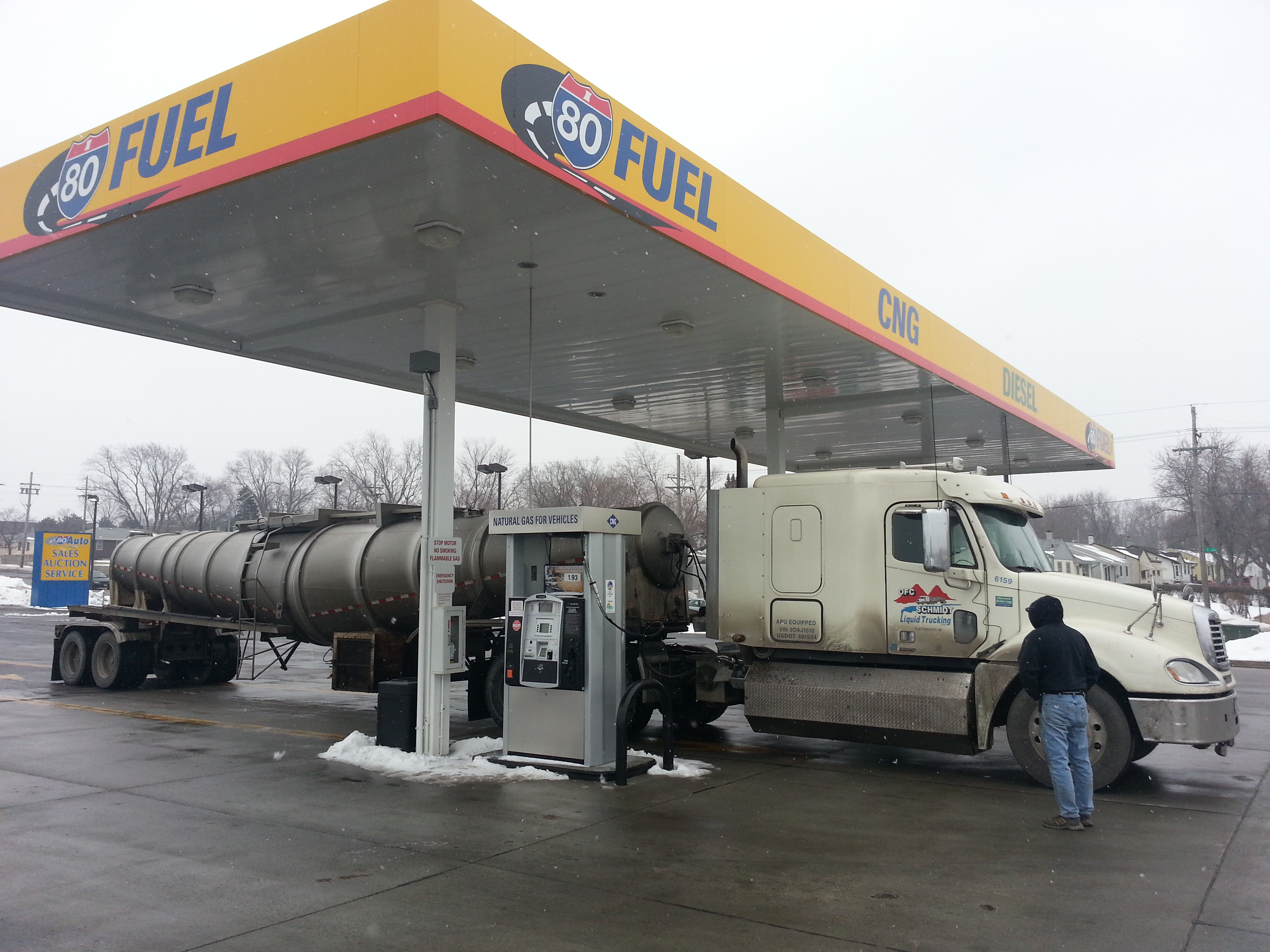
شاحنة عاملة على الغاز الطبيعي تتزود بالوقود

مركبة غاز طبيعي هي مركبة غاز تعمل قوتها الدافعة على الغاز الطبيعي المسال؛ وهي بذلك مركبة تعمل على الوقود البديل.
يمزج محرك الاحتراق الداخلي في هذه المركبة غاز الميثان مع غاز الأكسجين بتفاعل احتراق ليتشكل غاز ثنائي أكسيد الكربون وبخار الماء. يعد هذا النوع من المركبات من أقل المركبات العاملة بشكل كامل على الوقود الأحفوري ضرراً بالبيئة.
هناك عالمياً حسب إحصاءات سنة 2006 حوالي 24.4 مليون مركبة عاملة على الغاز الطبيعي في مختلف بلدان العالم، تتصدرها الصين (5.0 مليون) ثم إيران (4.00 مليون) ثم الهند (3.045 مليون) ثم باكستان (3.0 مليون) ثم الأرجنتين (2.295 مليون) ثم البرازيل (1.781 مليون) ثم إيطاليا (1.001 مليون).